# Wagners Bergotter
Wagners Bergotter (Montivipera wagneri, Syn.: Vipera wagneri) ist eine mittelgroße Giftschlange aus der Familie der Vipern (Viperidae) Eurasiens. Diese Vipernart wurde 1984 lediglich durch ein einziges Exemplar bekannt. Es wurden dann aber weitere Tiere in der nordöstlichen Türkei gefunden, welche die Erstbeschreibung bestätigten.

## Beschreibung
Diese Vipernart wird etwa 50 bis 70 cm lang. Ihre nächste morphologische Verwandte ist die Kleinasiatische Bergotter (Vipera xanthina). Wagners Bergotter hat eine relativ breite Schnauze und senkrecht geschlitzte Pupillen.
Die Körper- und Kopfschuppen sind gekielt. Am Rücken befinden sich 23 Schuppenreihen um die Körpermitte. Die Schilder der Kopfoberseite sind vollständig in kleine Schuppen aufgeteilt, lediglich die Oberaugenschilder sind groß und flach. Zusätzlich existieren zwei Reihen von Unteraugenschildern und neun Oberlippenschilder.
Die Grundfärbung der Männchen ist grau, die der Weibchen bräunlich-beige. Männchen und Weibchen unterscheiden sich zudem dadurch, dass die männlichen Tiere scharf und klar umrissene Muster haben und kräftig gezeichnet sind. Weibchen sind wesentlich blasser. Über den gesamten Rücken zieht sich eine markante Zeichnung dunkler Flecken mit schwarzem Rand und bräunlicher Mitte. Diese Zeichnung geht auf dem Schwanz in eine Linie über. Vom Auge bis zum Mundwinkel zieht sich ein dunkles Schläfenband. Der Bauch ist hellgrau mit schwarzen Flecken.

## Verbreitung

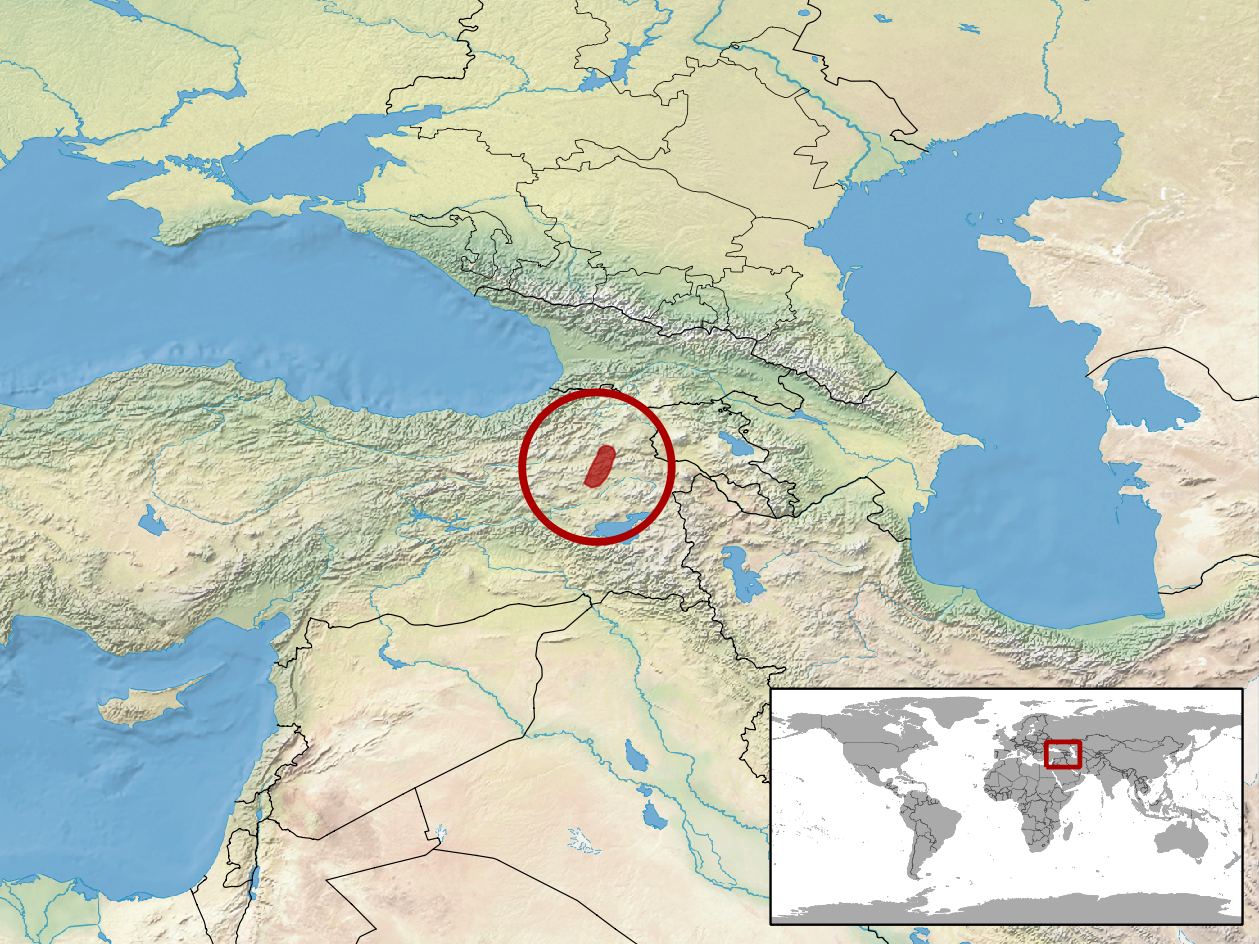
Verbreitungsgebiet

Östliche Türkei nördlich des Vansees; außerdem Nordiran, in der Nähe des Urmia-Sees.
Felsige Berghänge mit lockerer Bodenvegetation, oft in der Nähe von kleinen Bächen. Sie kommt bis in Höhen von 1200 bis 2000 Metern vor.

## Lebensweise
Überwiegend tagaktiv, besonders morgens früh und nachmittags aktiv, in der heißen Jahreszeit auch in der Dämmerung. Bei Bedrohung stößt sie ein lautes Zischen aus. Vipera wagneri hält mehrere Monate Winterruhe. Sie ernährt sich von Kleinsäugern, Eidechsen und Vögeln, wenn sie denn welche bekommt.
Sie ist lebendgebärend, das heißt die Jungschlangen schlüpfen bereits im Mutterleib aus der dünnen Eihaut. Die jungen Schlangen sind circa 15 cm lang.

## Systematik
Die taxonomische Einordnung der Art befindet sich aktuell in der Diskussion, daher finden sich in der Literatur zwei alternative Gattungsbezeichnungen. Traditionell wurde die Bergotter der Gattung Vipera zugeordnet und bildete innerhalb dieser einen Artkomplex mit einer Reihe weiterer Arten, der als Vipera xanthina-Komplex bezeichnet wird. Alle Arten innerhalb dieses Komplexes teilen anatomische Merkmale mit der Bergotter und leben über den kleinasiatischen Raum verstreut in größeren Höhen relativ isolierter Berglandschaften.
Einschließlich der Bergotter gehören der Gattung Montivipera heute folgende Arten an:
- M. albicornuta
- M. albizona
- Libanesische Bergotter (M. bornmuelleri)
- Taurische Bergotter (M. bulgardaghica)
- Elburs-Bergotter (M. latifii)
- Armenische Bergotter (M. raddei)
- Wagners Bergotter (V. wagneri)
- Kleinasiatische Bergotter (V. xanthina)

Einige dieser Arten galten bis vor wenigen Jahren als Unterarten der Kleinasiatischen Bergotter, dabei ist der Artstatus beispielsweise von V. bulgardaghica oder V. albicornuta bis heute umstritten.
1999 wurde für diesen Komplex eine Auslagerung aus der Gattung Vipera unter dem neuen Gattungsnamen Montivipera vorgeschlagen, der sich in der Literatur allerdings nur bedingt durchsetzen konnte. So führen Joger und Nilson 2005 die Bergotter unter dem Artnamen Montivipera xanthina und die Datenbank The Reptile Database hat die Gattung Montivipera als eigene Gattung aufgestellt und von Vipera getrennt. Mallow et al. 2003 führt diese und die anderen Arten jedoch weiterhin unter den etablierten Namen innerhalb der Gattung Vipera und ordnen sie der Untergattung Montivipera zu.
Durch Lenk et al. 2001 wurde die Monophylie der Montivipera-Arten als eigenes Taxon über immunologische Untersuchungen bestätigt. Diese stellen entsprechend den Ergebnissen allerdings die Schwestergruppe zweier Großvipern-Arten (Macrovipera) innerhalb eines Komplexes aus Daboia, Macrovipera und den Montivipera-Arten dar, wodurch die Gattung Vipera mit Einbeziehung der Untergattung Montivipera nicht mehr als natürliche Verwandtschaftsgruppe mit allen Abkömmlingen einer Stammart (monophyletische Gruppe) haltbar und als paraphyletisch zu betrachten ist.
| N.N. | \| \| Montivipera \| \| \| \| \| \| Macrovipera \| \| \| \| |
|      | \| \| Montivipera \| \| \| \| \| \| Macrovipera \| \| \| \| |
|      | Daboia                                                      |
|      |                                                             |
|      | Montivipera                                                 |
|      |                                                             |
|      | Macrovipera                                                 |
|      |                                                             |

|  | Montivipera |
|  |             |
|  | Macrovipera |
|  |             |

| N.N. | \| \| Montivipera \| \| \| \| \| \| Macrovipera \| \| \| \| |
|      | \| \| Montivipera \| \| \| \| \| \| Macrovipera \| \| \| \| |
|      | Daboia                                                      |
|      |                                                             |
|      | Montivipera                                                 |
|      |                                                             |
|      | Macrovipera                                                 |
|      |                                                             |

|  | Montivipera |
|  |             |
|  | Macrovipera |
|  |             |

| N.N. | \| \| Montivipera \| \| \| \| \| \| Macrovipera \| \| \| \| |
|      | \| \| Montivipera \| \| \| \| \| \| Macrovipera \| \| \| \| |
|      | Daboia                                                      |
|      |                                                             |
|      | Montivipera                                                 |
|      |                                                             |
|      | Macrovipera                                                 |
|      |                                                             |

|  | Montivipera |
|  |             |
|  | Macrovipera |
|  |             |

| N.N. | \| \| Montivipera \| \| \| \| \| \| Macrovipera \| \| \| \| |
|      | \| \| Montivipera \| \| \| \| \| \| Macrovipera \| \| \| \| |
|      | Daboia                                                      |
|      |                                                             |
|      | Montivipera                                                 |
|      |                                                             |
|      | Macrovipera                                                 |
|      |                                                             |

|  | Montivipera |
|  |             |
|  | Macrovipera |
|  |             |

| N.N. | \| \| Montivipera \| \| \| \| \| \| Macrovipera \| \| \| \| |
|      | \| \| Montivipera \| \| \| \| \| \| Macrovipera \| \| \| \| |
|      | Daboia                                                      |
|      |                                                             |
|      | Montivipera                                                 |
|      |                                                             |
|      | Macrovipera                                                 |
|      |                                                             |

|  | Montivipera |
|  |             |
|  | Macrovipera |
|  |             |

| N.N. | \| \| Montivipera \| \| \| \| \| \| Macrovipera \| \| \| \| |
|      | \| \| Montivipera \| \| \| \| \| \| Macrovipera \| \| \| \| |
|      | Daboia                                                      |
|      |                                                             |
|      | Montivipera                                                 |
|      |                                                             |
|      | Macrovipera                                                 |
|      |                                                             |

|  | Montivipera |
|  |             |
|  | Macrovipera |
|  |             |

| N.N. | \| \| Montivipera \| \| \| \| \| \| Macrovipera \| \| \| \| |
|      | \| \| Montivipera \| \| \| \| \| \| Macrovipera \| \| \| \| |
|      | Daboia                                                      |
|      |                                                             |
|      | Montivipera                                                 |
|      |                                                             |
|      | Macrovipera                                                 |
|      |                                                             |

|  | Montivipera |
|  |             |
|  | Macrovipera |
|  |             |

| N.N. | \| \| Montivipera \| \| \| \| \| \| Macrovipera \| \| \| \| |
|      | \| \| Montivipera \| \| \| \| \| \| Macrovipera \| \| \| \| |
|      | Daboia                                                      |
|      |                                                             |
|      | Montivipera                                                 |
|      |                                                             |
|      | Macrovipera                                                 |
|      |                                                             |

|  | Montivipera |
|  |             |
|  | Macrovipera |
|  |             |

Diese Ansicht wird bestätigt durch Garrigues et al. 2004, in dem die Vipern eine europäische Sektion aus verschiedenen Vipera-Arten sowie eine orientalische Sektion aus den benannten Gattungen Daboia und Macrovipera sowie den Montivipera-Arten bilden. Heute werden entsprechend alle Arten des xanthina-Kolmplexes der Gattung Montivipera zugeschlagen.

## Schlangengift
Wagners Bergotter soll über ein sehr wirksames Hämotoxin verfügen, es wirkt vor allem auf das Blut- und Gefäßsystem sowie den Kreislauf. Dadurch, dass das Gift auch die Sauerstoffversorgung stören kann, kann es zum Absterben von Gewebe kommen, vor allem rund um die Bissstelle. Das Toxin bewirkt auch eine Störung der Blutgerinnung.

## Belege